# FBI: International
FBI: International – amerykański serial telewizyjny (dramat kryminalny) wyprodukowany przez Wolf Entertainment, Universal Television oraz CBS Studios, którego twórcą jest Dick Wolf. Produkcja jest drugim spin-offem serialu FBI, a trzecim w kolejności należącym do franczyzy FBI, podobnie jak FBI: Most Wanted. Serial emitowany jest od 21 września 2021 roku przez CBS, a polska premiera nastąpiła 16 września 2024 podczas emisji na kanale AXN.

## Fabuła
Serial opowiada o członkach międzynarodowego biura FBI, będących grupą elitarnych agentów specjalnych, zwanych „Fly Team”. Siedziba grupy znajduje się w Budapeszcie, a akcja skupia się na lokalizowaniu zagrożeń na terenie całego świata, choć głównie w Europie, mogących zaszkodzić amerykańskim interesom, aby później je zneutralizować.

## Obsada

### Główna
- Luke Kleintank jako Scott Forrester (sezony 1–3)
- Heida Reed jako Jamie Kellett (sezony 1–3)
- Carter Redwood jako Andre Raines
- Vinessa Vidotto jako Cameron Vo
- Christiane Paul jako Katrin Jaeger (sezon 1; gościnnie w sezonie 2),
- Green jako Tank
- Eva-Jane Willis jako Megan "Smitty" Garretson (od sezonu 2)
- Christina Wolfe jako Amanda Tate (od sezonu 3)
- Jesse Lee Soffer jako Wesley "Wes" Mitchell (od sezonu 4)

### Role drugoplanowe
- Greg Hovanessian jako Damian Powell (sezony 2–3)
- Sarah Junillon jako Claire Armbruster (sezon 3)
- Stefan Trout jako Ernesto Saunders (od sezonu 3)
- Eric James Gravolin jako Kyle Cartwright (od sezonu 3)
- Colin Donnell jako Brian Lange (sezon 3)
- Jay Hayden jako Tyler Booth (sezon 4)

## Przegląd sezonów
| Sezon | Sezon | Odcinki | Premierowa emisja    | Premierowa emisja | Premierowa emisja | Premierowa emisja |
| Sezon | Sezon | Odcinki | Premiera             | Finał             | Premiera          | Finał             |
| ----- | ----- | ------- | -------------------- | ----------------- | ----------------- | ----------------- |
|       | 1     | 21      | 21 września 2021     | 24 maja 2022      | 16 września 2024  | 10 lutego 2025    |
|       | 2     | 22      | 20 września 2022     | 23 maja 2023      | 17 lutego 2025    | 14 lipca 2025     |
|       | 3     | 13      | 13 lutego 2024       | 21 maja 2024      | 21 lipca 2025     | nieemitowany      |
|       | 4     | 22      | 15 października 2024 | 20 maja 2025      | nieemitowany      | nieemitowany      |

## Lista odcinków

### Sezon 1 (2021–2022)
| Nr | #  | Tytuł                           | Premiera (CBS)       | Premiera w Polsce (AXN) |
| --- | -- | ------------------------------- | -------------------- | ----------------------- |
| 1 | 1  | Pilot                           | 21 września 2021     | 16 września 2024        |
| Odcinek jest trzecią częścią trzyodcinkowego crossoveru z serialami: FBI (część 1: sezon 4, odcinek 1) oraz FBI: Most Wanted (część 2: sezon 3, odcinek 1). |    |                                 |                      |                         |
| 2 | 2  | The Edge                        | 28 września 2021     | 23 września 2024        |
| Odcinek jest crossoverem z serialem FBI (pojawia się postać z tego serialu).                                                                                |    |                                 |                      |                         |
| 3 | 3  | Secrets as Weapons              | 5 października 2021  | 30 września 2024        |
| Odcinek jest crossoverem z serialem FBI (pojawia się postać z tego serialu).                                                                                |    |                                 |                      |                         |
| 4 | 4  | American Optimism               | 12 października 2021 | 7 października 2024     |
| 5 | 5  | The Soul of Chess               | 2 listopada 2021     | 14 października 2024    |
| 6 | 6  | The Secrets She Knows           | 9 listopada 2021     | 21 października 2024    |
| 7 | 7  | Trying to Grab Smoke            | 16 listopada 2021    | 28 października 2024    |
| Odcinek jest crossoverem z serialem FBI: Most Wanted (pojawia się postać z tego serialu).                                                                   |    |                                 |                      |                         |
| 8 | 8  | Voice of the People             | 7 grudnia 2021       | 4 listopada 2024        |
| 9 | 9  | One Kind of Madman              | 4 stycznia 2022      | 11 listopada 2024       |
| 10 | 10 | Close to the Sun                | 11 stycznia 2022     | 18 listopada 2024       |
| 11 | 11 | Chew Toy                        | 1 lutego 2022        | 25 listopada 2024       |
| Odcinek jest crossoverem z serialem FBI (pojawia się postać z tego serialu).                                                                                |    |                                 |                      |                         |
| 12 | 12 | One Point One Million Followers | 22 lutego 2022       | 2 grudnia 2024          |
| 13 | 13 | Snakes                          | 8 marca 2022         | 9 grudnia 2024          |
| 14 | 14 | The Kill List                   | 22 marca 2022        | 16 grudnia 2024         |
| 15 | 15 | Shouldn't Have Left Her         | 29 marca 2022        | 23 grudnia 2024         |
| Odcinek jest crossoverem z serialem FBI (pojawia się postać z tego serialu).                                                                                |    |                                 |                      |                         |
| 16 | 16 | Left of Boom                    | 12 kwietnia 2022     | 6 stycznia 2025         |
| Odcinek jest crossoverem z serialem FBI (pojawia się postać z tego serialu).                                                                                |    |                                 |                      |                         |
| 17 | 17 | Uprooting                       | 19 kwietnia 2022     | 13 stycznia 2025        |
| 18 | 18 | On These Waters                 | 26 kwietnia 2022     | 20 stycznia 2025        |
| 19 | 19 | Get That Revolution Started     | 10 maja 2022         | 27 stycznia 2025        |
| 20 | 20 | Black Penguin                   | 17 maja 2022         | 3 lutego 2025           |
| 21 | 21 | Crestfallen                     | 24 maja 2022         | 10 lutego 2025          |

### Sezon 2 (2022–2023)
| Nr | #  | Tytuł                    | Premiera (CBS)       | Premiera w Polsce (AXN) |
| --- | -- | ------------------------ | -------------------- | ----------------------- |
| 22 | 1  | Unburdened               | 20 września 2022     | 17 lutego 2025          |
| 23 | 2  | Don't Say Her Name Again | 27 września 2022     | 24 lutego 2025          |
| 24 | 3  | Money Is Meaningless     | 4 października 2022  | 3 marca 2025            |
| 25 | 4  | Copper Pots and Daggers  | 11 października 2022 | 10 marca 2025           |
| 26 | 5  | Yesterday's Miracle      | 18 października 2022 | 17 marca 2025           |
| 27 | 6  | Call It Anarchy          | 15 listopada 2022    | 24 marca 2025           |
| 28 | 7  | A Proven Liar            | 22 listopada 2022    | 31 marca 2025           |
| 29 | 8  | Hail Mary                | 13 grudnia 2022      | 7 kwietnia 2025         |
| 30 | 9  | Wheelman                 | 3 stycznia 2023      | 14 kwietnia 2025        |
| 31 | 10 | BHITW                    | 10 stycznia 2023     | 21 kwietnia 2025        |
| 32 | 11 | Someone She Knew         | 24 stycznia 2023     | 28 kwietnia 2025        |
| 33 | 12 | Glimmers and Ghosts      | 14 lutego 2023       | 5 maja 2025             |
| 34 | 13 | Indefensible             | 21 lutego 2023       | 12 maja 2025            |
| 35 | 14 | He Who Speaks Dies       | 28 lutego 2023       | 19 maja 2025            |
| 36 | 15 | Trust                    | 14 marca 2023        | 26 maja 2025            |
| 37 | 16 | Imminent Threat—Part One | 4 kwietnia 2023      | 2 czerwca 2025          |
| Odcinek jest pierwszą częścią trzyodcinkowego crossoveru z serialami: FBI (część 2: sezon 5, odcinek 17) oraz FBI: Most Wanted (część 3: sezon 4, odcinek 16). |    |                          |                      |                         |
| 38 | 17 | Jealous Mistress         | 11 kwietnia 2023     | 9 czerwca 2025          |
| 39 | 18 | Blood Feud               | 18 kwietnia 2023     | 16 czerwca 2025         |
| 40 | 19 | Dead Sprint              | 25 kwietnia 2023     | 23 czerwca 2025         |
| 41 | 20 | A Tradition of Secrets   | 9 maja 2023          | 30 czerwca 2025         |
| 42 | 21 | Fed to the Sharks        | 16 maja 2023         | 7 lipca 2025            |
| 43 | 22 | Fencing the Mona Lisa    | 23 maja 2023         | 14 lipca 2025           |

### Sezon 3 (2024)
| Nr                                                                           | #  | Tytuł                 | Premiera (CBS)   | Premiera w Polsce (AXN) |
| ---------------------------------------------------------------------------- | -- | --------------------- | ---------------- | ----------------------- |
| 44                                                                           | 1  | June                  | 13 lutego 2024   | 21 lipca 2025           |
| Odcinek jest crossoverem z serialem FBI (pojawia się postać z tego serialu). |    |                       |                  |                         |
| 45                                                                           | 2  | The Last Stop         | 20 lutego 2024   | 28 lipca 2025           |
| Odcinek jest crossoverem z serialem FBI (pojawia się postać z tego serialu). |    |                       |                  |                         |
| 46                                                                           | 3  | Magpie                | 27 lutego 2024   | 4 sierpnia 2025         |
| 47                                                                           | 4  | Cowboy Behavior       | 12 marca 2024    | 11 sierpnia 2025        |
| Odcinek jest crossoverem z serialem FBI (pojawia się postać z tego serialu). |    |                       |                  |                         |
| 48                                                                           | 5  | Death by Inches       | 19 marca 2024    | 18 sierpnia 2025        |
| 49                                                                           | 6  | Fire Starter          | 26 marca 2024    | 25 sierpnia 2025        |
| 50                                                                           | 7  | Andiamo!              | 2 kwietnia 2024  | nieemitowany            |
| Odcinek jest crossoverem z serialem FBI (pojawia się postać z tego serialu). |    |                       |                  |                         |
| 51                                                                           | 8  | Remove the Compromise | 9 kwietnia 2024  | nieemitowany            |
| Odcinek jest crossoverem z serialem FBI (pojawia się postać z tego serialu). |    |                       |                  |                         |
| 52                                                                           | 9  | Rules of Blackjack    | 16 kwietnia 2024 | nieemitowany            |
| 53                                                                           | 10 | Red Light             | 23 kwietnia 2024 | nieemitowany            |
| 54                                                                           | 11 | Touts                 | 7 maja 2024      | nieemitowany            |
| 55                                                                           | 12 | Gift                  | 14 maja 2024     | nieemitowany            |
| 56                                                                           | 13 | Tuxhorn               | 21 maja 2024     | nieemitowany            |

### Sezon 4 (2024–2025)
| Nr                                                                           | #  | Tytuł                              | Premiera (CBS)       | Premiera w Polsce |
| ---------------------------------------------------------------------------- | -- | ---------------------------------- | -------------------- | ----------------- |
| 57                                                                           | 1  | A Leader, Not a Tourist            | 15 października 2024 | nieemitowany      |
| 58                                                                           | 2  | The Other Hard Part                | 22 października 2024 | nieemitowany      |
| Odcinek jest crossoverem z serialem FBI (pojawia się postać z tego serialu). |    |                                    |                      |                   |
| 59                                                                           | 3  | Nothing Sudden About It            | 29 października 2024 | nieemitowany      |
| 60                                                                           | 4  | The Unwinnable War                 | 12 listopada 2024    | nieemitowany      |
| 61                                                                           | 5  | The Future's Looking Bright        | 19 listopada 2024    | nieemitowany      |
| 62                                                                           | 6  | They Paid More                     | 3 grudnia 2024       | nieemitowany      |
| 63                                                                           | 7  | Keen As A Bean                     | 10 grudnia 2024      | nieemitowany      |
| 64                                                                           | 8  | You'll Never See It Coming         | 17 grudnia 2024      | nieemitowany      |
| 65                                                                           | 9  | The Kill Floor                     | 28 stycznia 2025     | nieemitowany      |
| 66                                                                           | 10 | Keep Calm and Deliver The Biotoxin | 4 lutego 2025        | nieemitowany      |
| 67                                                                           | 11 | Veritas Fidelis                    | 11 lutego 2025       | nieemitowany      |
| 68                                                                           | 12 | Blood Doesn't Become Water         | 18 lutego 2025       | nieemitowany      |
| 69                                                                           | 13 | You've Been Greenlit               | 25 lutego 2025       | nieemitowany      |
| 70                                                                           | 14 | A Winged Lion for Protection       | 11 marca 2025        | nieemitowany      |
| 71                                                                           | 15 | They May Get Their Wish            | 18 marca 2025        | nieemitowany      |
| Odcinek jest crossoverem z serialem FBI (pojawia się postać z tego serialu). |    |                                    |                      |                   |
| 72                                                                           | 16 | Little Angel                       | 1 kwietnia 2025      | nieemitowany      |
| 73                                                                           | 17 | Dead Dead                          | 8 kwietnia 2025      | nieemitowany      |
| 74                                                                           | 18 | Lone Wolf                          | 15 kwietnia 2025     | nieemitowany      |
| 75                                                                           | 19 | Flinch Now and It's Over           | 22 kwietnia 2025     | nieemitowany      |
| 76                                                                           | 20 | We're Out of Here                  | 6 maja 2025          | nieemitowany      |
| 77                                                                           | 21 | Herbivore Man                      | 13 maja 2025         | nieemitowany      |
| 78                                                                           | 22 | Gaijin                             | 20 maja 2025         | nieemitowany      |

## Produkcja
Pierwsze doniesienia na temat serialu pojawiły się 12 stycznia 2020 roku. Według nich Dick Wolf rozmawiał z przedstawicielami CBS Entertainment o powstaniu nowego serialu z franczyzy FBI (franczyza), będącego drugim spin-offem serialu FBI. Ostatecznie serial został zamówiony w marcu 2021 roku.
FBI: International zadebiutował 21 września 2021 roku na kanale CBS, a w październiku tego samego roku dostał zamówienie na pełny sezon. W maju 2022 roku stacja CBS zamówiła od razu dwa kolejne sezony produkcji, a czwarty sezon dostał zamówienie w kwietniu 2024 roku.
W dniu 4 marca 2025 roku zostało ogłoszone, że stacja CBS anulowała dalszą produkcję serialu, kończąc na czwartym sezonie.
Zdjęcia kręcono m.in. w Chorwacji (Pula, Rovinj).